# アルカリ三世
アルカリ三世（アルカリさんせい）は、かつて日本に存在したお笑いコンビ。

## メンバー
- 坂本ちゃん（さかもとちゃん、1966年4月2日 - ）

本名、坂本恭章（さかもと やすあき）。現在もタレントとして活動。日本大学中退。ボケ担当。
- 添野豪（そえの ごう、1976年10月20日 - ）

本名、同じ。現在は主に俳優として活動。タレント業もまれに行う。ツッコミ担当。既婚。

## 芸歴・概要
1999年、コンビ結成。名前の由来はアルカリ性と酸性に例えて二人の性格が正反対であることから。オカマキャラの坂本ちゃんのボケに、添野がツッコむと言うスタイルで人気を博したが、個人活動の増加からか2002年にコンビ解散。坂本ちゃんはピン芸人に、添野は俳優に転向する。二人は解散した現在でも交流が続いている。

## 出演番組
- ウッチャンナンチャンのウリナリ!!
- 進ぬ!電波少年（それぞれ別々の企画で出演）